# Alba Herrera y Ogazón
Alba Herrera y Ogazón (Ciutat de Mèxic, 2 de febrer de 1885 - 1931) fou una pianista, escriptora, periodista, i professora considerada la primera musicòloga mexicana. Fou alumna del conegut professor Virgil de Nova York. Interpretava al piano, en els seus concerts de música clàssica i de cambra, les obres dels grans compositors. Desenvolupà la càtedra de piano en l'escola nacional de música i art teatral de Mèxic. Va escriure diferents composicions musicals que van merèixer elogis de la crítica mexicana i estrangera. Coma escriptora, començà publicant en la premsa articles de crítica musical, donant més tard a la impremta dues obres vers la mateixa matèria: El arte musical en Mexico, que fou publicada per la direcció de belles arts del seu país, i Puntos de vista. Col·laborà en les principals publicacions periòdiques dels seu país.